# 东建乡
东建乡，是中华人民共和国黑龙江省双鸭山市友谊县下辖的一个乡镇级行政单位。

## 行政区划
东建乡下辖以下地区：
东建村、发家村、永林村、兴旺村、兴发村、富强村、青年村、靠乡村、年丰村和二站村。